# Strumica
För andra betydelser, se Strumica (olika betydelser).
Strumica (makedonska: Струмица [ˈstrumit͡sa] lyssna (fil)) är en stad i kommunen Strumica i sydöstra Nordmakedonien. Staden ligger nära gränsen till Bulgarien och är döpt efter floden Strumica som rinner genom staden. Strumica hade 33 825 invånare vid folkräkningen år 2021.
Av invånarna i Strumica är 88,93 % makedonier, 9,18 % turkar och 0,73 % romer (2021).